# Samhällsvetenskapliga fakulteten vid Uppsala universitet

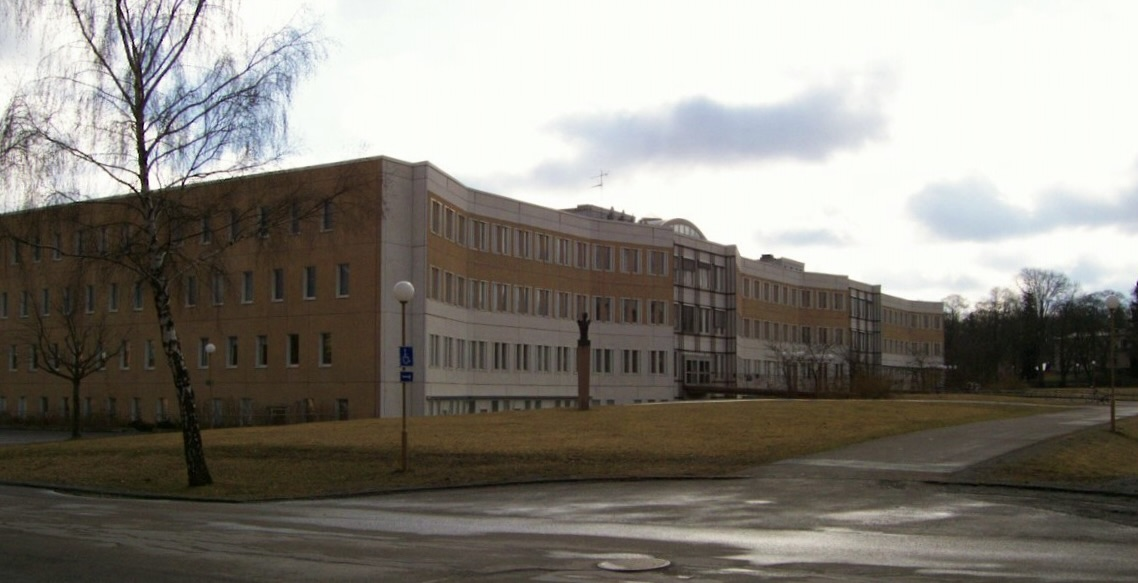
Ekonomikum

Samhällsvetenskapliga fakulteten är en av nio fakulteter vid Uppsala universitet.

## Historia
Under 1900-talets början tillkom nya ämnen på universitetet, som arkeologi, konsthistoria och flera moderna språk. Den filosofiska fakulteten kom också att delas upp i naturvetenskaplig, humanistisk och samhällsvetenskaplig fakultet. 
Den samhällsvetenskapliga fakulteten vid Uppsala universitet bildades efter beslut av Riksdagen den 1 juli 1964. Det var en utbrytning från den humanistiska fakultetens historisk-filosofiska sektion.

## Institutioner med mera
Vid samhällsvetenskapliga fakulteten finns följande institutioner, forskningscentra och avdelningar:
- Institutet för bostads- och urbanforskning (IBF) (Institute for Housing and Urban Research)
- Ekonomisk-historiska institutionen (Department of Economic History)
- Institutionen för freds- och konfliktforskning (Department of Peace and Conflict Research)
- Företagsekonomiska institutionen (Department of Business Studies)
- Institutionen för handelsrätt (Department of Commercial Law)
- Institutionen för kostvetenskap (Department of Food, Nutrition and Dietetics)
- Institutionen för informationsvetenskap (Department of Information Science)
- Kulturgeografiska institutionen (Department of Social and Economic Geography)
- Nationalekonomiska institutionen (Department of Economics)
- Pedagogiska institutionen (Department of Education)
- Institutionen för psykologi (Department of Psychology)
- Sociologiska institutionen (Department of Sociology) 
  - Avdelningen för samhällsvetenskaplig genusforskning, en tvärvetenskaplig avdelning grundad 2003.
- Statsvetenskapliga institutionen (Department of Government)
- Statistiska institutionen (Department of Statistics)
- Institutionen för eurasiatiska studier (Department of Eurasian Studies)
- Centrum för entreprenörskap och företagsutveckling i Uppsala (Centre for Entrepreneurship)